# 11-та дивізія підводних човнів (Імперський флот)
11-та дивізія підводних човнів (Імперський флот) — підрозділ Імперського флоту Японії, кораблі якого взяли участь у Другій світовій війні.
Підрозділ сформували 2 листопада 1918 року з підпорядкуванням військово-морському округу Куре. До нього включили 5 підводних човнів — № 3, № 4, № 5, (всі типу 1, він же Holland VIIP), № 6 (тип 6, «Модернізований Голланд») та № 7 (тип 6, «Модернізований Голланд»). Це були найстаріші субмарини Імперського флоту, замовлені в США під час Російсько-японської війни. Вже 1 грудня 1920 зі складу флоту виключили № 6 та № 7, а 30 квітня 1921-го те саме очікувало на три інші човни, унаслідок чого дивізію розформували.
Удруге підрозділ сформували 1 грудня 1922-го в тому ж окрузі Куре. До дивізії включили три човни типу L — Ro-51, Ro-52 (обидва підтип L1) та Ro-53 (підтип L2). Хоча у 1920-х роках Ro-52 двічі тонув з навігаційних причин, обидва рази він був піднятий та відновлений і перебував у складі ВМФ до 1 квітня 1932-го. Два інші кораблі дослужили до 15 грудня 1938-го, після чого були виведені зі складу флоту та перекласифіковані на плавзасоби.
Замість човнів типу L 11-та дивізія отримала великі підводні човни I-74 та I-75, які належали до типу KD6 та були завершені будівництвом у серпні та грудні 1938-го. При цьому станом на листопад 1941-го дивізія входила до 3-ї ескадри підводних човнів.
У середині листопада 1941-го в межах підготовки до війни з США обидва човни перейшли на атол Кваджелейн (Маршаллові острови), після чого вирушили до Гавайських островів та на початку грудня прибули у визначені їм райони патрулювання. Згодом під час цього походу І-75 потопив транспортне судно та здійснив зі своєї палубної гармати два обстріли берегових об'єктів (гавані Кахулуї на острові Мауї та атола Пальміра), тоді як досягнення другого обмежились рекогносцируванням рифу Кінгмен. 31 грудня обидва кораблі повернулись на Кваджелейн.
У середині січня 1942-го кораблі дивізії рушили до атола Мідвей, а в другій половині лютого прибули до Японії. Звідси вони вийшли в море в середині квітня, під час переходу нетривалий час займались бойовим патрулюванням, а 10 квітня повернулись на Кваджелейн. Якихось зустрічей з ворожими силами в цих переходах не відбулось, але І-74 врятував екіпаж патрульного корабля, потопленого під час рейду Дуліттла.
20 травня 1942-го обидва кораблі дивізії (тепер уже з новими назвами І-174 та І-175) вирушили з Кваджелейну для участі в операції К-2 — повітряній розвідці Перл-Гарбору перед атакою на Мідвей. Втім, через вжиті американцями додаткові заходи протичовнової оборони на заході Гавайського архіпелагу операцію скасували, а за два тижні після розгрому японського ударного з'єднання під Мідвеєм підводні човни повернулись на Кваджелейн.
У липні — серпні 1942-го кораблі дивізії діяли біля східного узбережжя Австралії, при цьому І-175 потопив 1 транспорт та 1 траулер і пошкодив ще два цивільні транспорти. На момент їх повернення з походу союзники вже висадились на сході Соломонових островів, тому човни 11-ї дивізії завершили австралійський похід у Рабаулі (головна передова база в архіпелазі Бісмарка, з якої здійснювались операції на Соломонових островах та сході Нової Гвінеї), звідки наприкінці серпня попрямували в район битви за Гуадалканал. У той час тут діяла група японських субмарин, яким у підсумку вдалось потопити 1 та пошкодити ще 1 ворожий авіаносець, втім, ані І-174, ані І-175 не досягнули якихось успіхів та у другій половині вересня прибули на атол Трук у центральній частині Каролінських островів (тут ще до війни створили головну базу японського ВМФ у Океанії).
За кілька діб до прибуття І-174 та І-175 на Трук звідси вийшов у похід до Соломонових островів підводний човен I-176 (типу KD7), який був завершений у серпні 1942-го та став третім кораблем дивізії. 20 жовтня I-176 торпедував важкий крейсер «Честер», який мусив піти на ремонт, що тривав аж до серпня наступного року. Два інші кораблі дивізії в середині жовтня теж вирушили в похід до Соломонових островів, проте й цього разу не досягнули тут жодного успіху, а в листопаді перейшли до Японії та розпочали багатомісячний ремонт.
I-176 залишився в Океанії та єдиний з кораблів дивізії продовжив операції, при цьому через важку ситуацією з логістикою його передусім залучили до постачання передових гарнізонів. У середині грудня 1942-го він здійснив транспортний рейс на Нову Гвінею до Буни, а в січні 1943-го доправив вантаж до узбережжя Гуадалканалу, після чого три тижні вів безрезультатне бойове патрулювання біля цього острова. В середині березня 1943-го I-176 прибув до Рабаула та став готуватись до нового транспортного рейсу на Нову Гвінею, втім, останній відбувся вже після розформування 11-ї дивізії. 15 березня 1943-го цей підрозділ припинив своє існування, а всі три його субмарини перевели до 12-ї дивізії підводних човнів.